# Zita
A Zita női név, a magyarba a német nyelvből került át, ott a Felicitász név becézett formája, és c-vel is ejtik. Az olasz Zita név is c-vel ejtendő, jelentése: hajadon.

## Rokon nevek
- Zizi:[1] több névnek, a magyar nyelvben főleg a Zitának a beceneve.[3]

## Gyakorisága
Az 1990-es években a Zita ritka, a Zizi szórványos név, a 2000-es években a Zita 64-95. leggyakoribb női név, a Zizi nincs az első százban.

## Névnapok
Zita, Zizi
- április 27.[2]

## Híres Ziták, Zizik

### Magyarok
| - Debreczeni Zita fotómodell - Gereben Zita énekes - Görög Zita fotómodell, színésznő - Gurmai Zita közgazdász, politikus, országgyűlési és parlamenti képviselő - Karsai Zita táncos - Kis Zita válogatott labdarúgó - Makrisz Zizi gobelintervező, grafikus - Murányi Zita író, költő, újságíró | - Pataki Zita televíziós műsorvezető, riporter - Perczel Zita színésznő - Réger Zita nyelvész - Szabó Zita olimpikon és magyar bajnok triatlonista, duatlonista, aquatlonista - Szeleczky Zita színésznő - Szucsánszki Zita válogatott kézilabdázó - Uher Zita opera-énekesnő, énektanár - Zita Bourbon–pármai hercegnő, magyar királyné, osztrák császárné |

### Külföldiek
| - Szent Zita olasz szent, a cselédek, pincérek, szolgálóleányok védőszentje |